# Fòrum de la Colònia (Tarragona)
El Fòrum de la Colònia de Tàrraco, capital de la Província d'Hispània Citerior, és l'espai on es desenvolupava els afers administratius i comercials de la ciutat romana. Està constituït, actualment, per una plaça porticada, una filera de tabernae i —en la posició central— la cúria. Estudis recents permeten suposar que allò que s'ha conservat no és més que una part (concretament la basílica) del fòrum. La seva gestió depèn del Museu d'Història de Tarragona.
Els darrers treballs han posat de manifest que la primera plaça pública es va definir a finals del s. ii aC, en el moment que la ciutat adquireix la seva forma urbana bàsica amb l'extensió del perímetre emmurallat i l'execució d'importants obres de sanejament públic com el col·lector dels carrers d'Apodaca i de la Unió. Aquesta plaça es crea sobre part de l'oppidum ibèric (Kese) que, des del s. v aC, s'estenia per sobre d'aquest promontori que dominava la badia portuària i la desembocadura del riu. D'aquesta primera configuració del fòrum en coneixem el Capitoli, el temple dedicat a les tres divinitats principals del panteó romà (Júpiter-Juno-Minerva) que presidia la plaça pública. Era un temple de la més pura tradició itàlica, aixecat sobre podi, amb triple cella i planta períptera de sis columnes frontals.
En època d'August es produeix una profunda remodelació amb la creació d'una nova plaça al costat de la primera on destacava una basílica amb tribunal axial, governada per l'estàtua d'August, i locals annexos. Es tracta d'un edifici de tres naus amb ambulacrum o passadís perimetral a l'entorn d'un porticat de 14 x 4 columnes i locals annexos destinats als negocis o a la reunió de confraries religioses (collegia). En aquest mateix període es construeix el teatre, en directa relació urbanística i funcional amb el fòrum i el port. Sota Tiberi es reforma la basílica i es crea l'anomenada «plaça de les Estàtues», un espai intermedi, accessible des de la basílica, que connectava amb un carrer (decumanus) al qual tenien façana les diverses cases (domus) documentades. A l'entorn de la basílica van aparèixer un bon nombre d'estàtues, algunes de les quals estan relacionades amb el culte imperial. A la plaça annexa a la basílica van ser trobades diverses estàtues de membres de la família imperial Juli-Clàudia (27 aC - 68 dC). En el s. ii dC el fòrum de la colònia experimenta noves reformes mantenint-se en ús fins a la segona meitat del s. iv, moment en què data l'enderroc de la basílica.

## Galeria d'imatges

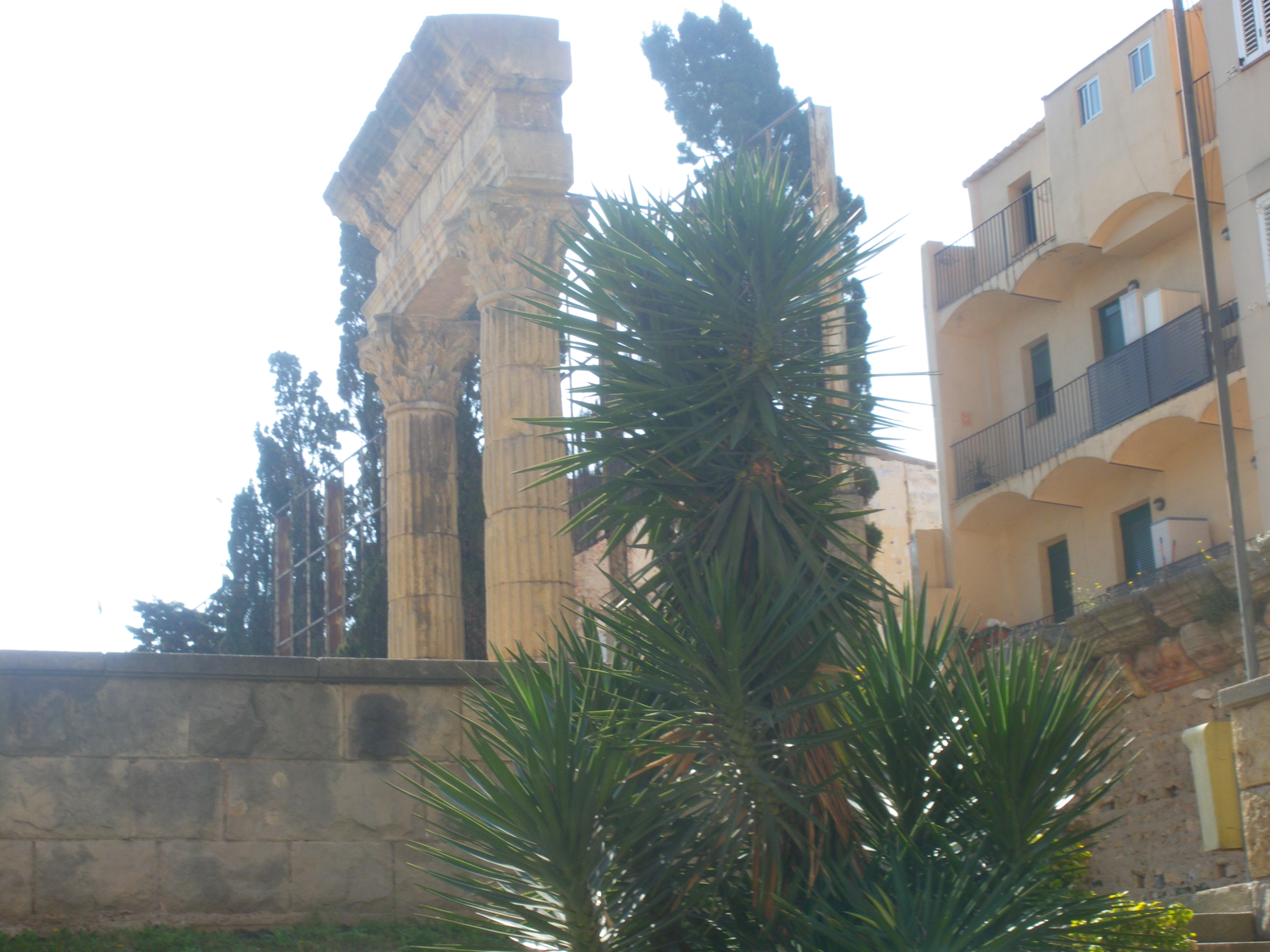
detall
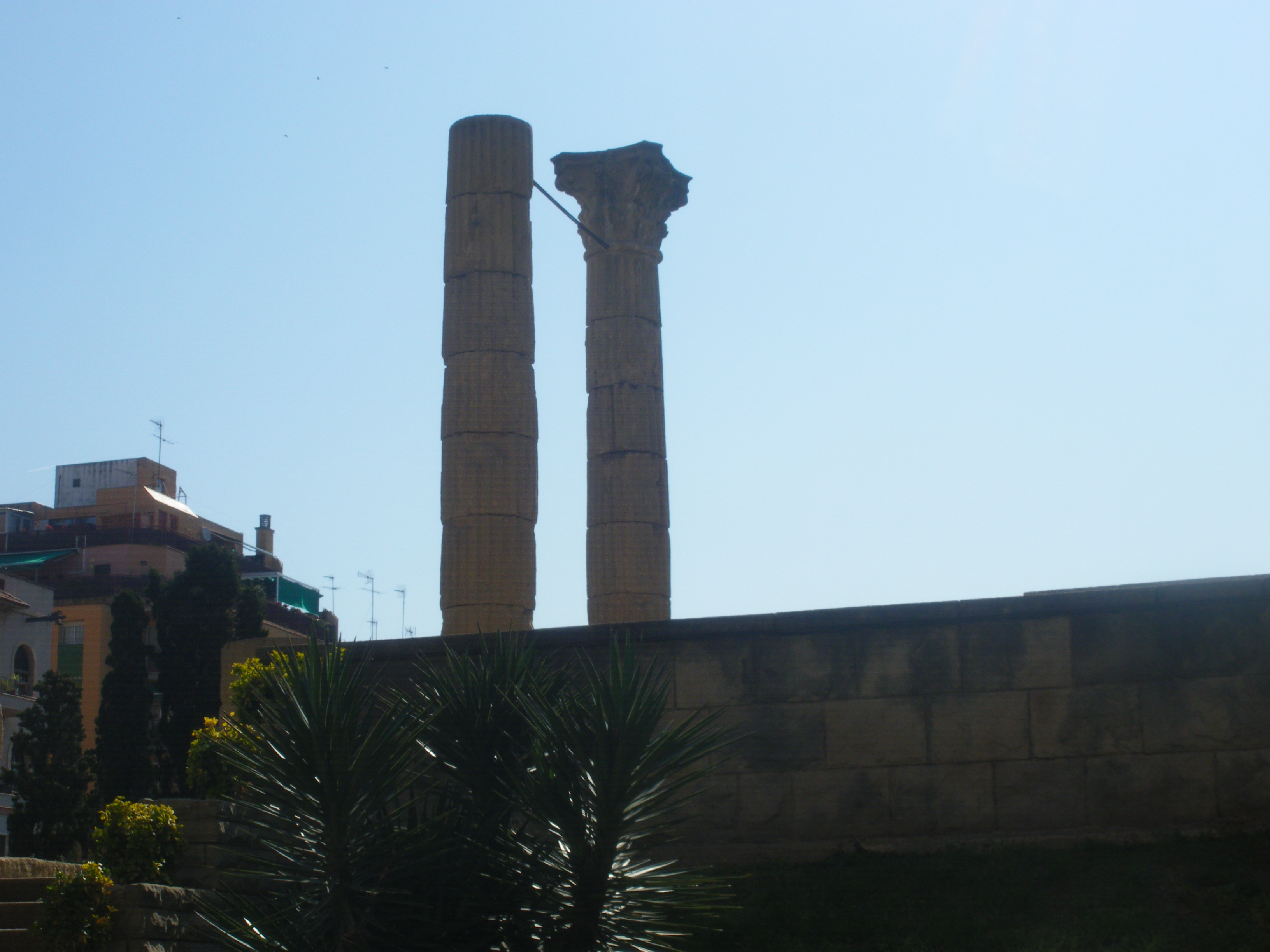
detall